# Dun-les-Places
Dun-les-Places és un municipi francès, situat al departament del Nièvre i a la regió de Borgonya - Franc Comtat. L'any 2007 tenia 355 habitants.

## Demografia

### Població
El 2007 la població de fet de Dun-les-Places era de 355 persones. Hi havia 172 famílies, de les quals 68 eren unipersonals (48 homes vivint sols i 20 dones vivint soles), 60 parelles sense fills, 28 parelles amb fills i 16 famílies monoparentals amb fills.
La població ha evolucionat segons el següent gràfic:
Habitants censats

### Habitatges
El 2007 hi havia 431 habitatges, 175 eren l'habitatge principal de la família, 239 eren segones residències i 17 estaven desocupats. 415 eren cases i 13 eren apartaments. Dels 175 habitatges principals, 131 estaven ocupats pels seus propietaris, 34 estaven llogats i ocupats pels llogaters i 10 estaven cedits a títol gratuït; 3 tenien una cambra, 18 en tenien dues, 51 en tenien tres, 53 en tenien quatre i 49 en tenien cinc o més. 89 habitatges disposaven pel capbaix d'una plaça de pàrquing. A 87 habitatges hi havia un automòbil i a 56 n'hi havia dos o més.

### Piràmide de població
La piràmide de població per edats i sexe el 2009 era:
| Homes | Edats   | Dones |
| ----- | ------- | ----- |
| 0     | 95 o +  | 0     |
| 0     | 90 a 94 | 0     |
| 4     | 85 a 89 | 4     |
| 0     | 80 a 84 | 12    |
| 4     | 75 a 79 | 20    |
| 20    | 70 a 74 | 20    |
| 32    | 65 a 69 | 24    |
| 16    | 60 a 64 | 16    |
| 12    | 55 a 59 | 16    |
| 20    | 50 a 54 | 12    |
| 16    | 45 a 49 | 20    |
| 8     | 40 a 44 | 12    |
| 4     | 35 a 39 | 0     |
| 8     | 30 a 34 | 4     |
| 8     | 25 a 29 | 12    |
| 4     | 20 a 24 | 8     |
| 16    | 15 a 19 | 20    |
| 4     | 10 a 14 | 4     |
| 0     | 5 a 9   | 8     |
| 4     | 0 a 4   | 4     |

## Economia
El 2007 la població en edat de treballar era de 194 persones, 127 eren actives i 67 eren inactives. De les 127 persones actives 108 estaven ocupades (61 homes i 47 dones) i 19 estaven aturades (8 homes i 11 dones). De les 67 persones inactives 30 estaven jubilades, 13 estaven estudiant i 24 estaven classificades com a «altres inactius».

### Ingressos
El 2009 a Dun-les-Places hi havia 187 unitats fiscals que integraven 368 persones, la mediana anual d'ingressos fiscals per persona era de 15.813,5 €.

### Activitats econòmiques
Dels 22 establiments que hi havia el 2007, 1 era d'una empresa alimentària, 1 d'una empresa de fabricació d'altres productes industrials, 2 d'empreses de construcció, 3 d'empreses de comerç i reparació d'automòbils, 2 d'empreses de transport, 6 d'empreses d'hostatgeria i restauració, 1 d'una empresa immobiliària, 4 d'empreses de serveis, 1 d'una entitat de l'administració pública i 1 d'una empresa classificada com a «altres activitats de serveis».
Dels 4 establiments de servei als particulars que hi havia el 2009, 1 era una oficina de correu, 1 paleta, 1 fusteria i 1 restaurant.
Dels 3 establiments comercials que hi havia el 2009, 1 era una botiga de més de 120 m², 1 una botiga de menys de 120 m² i 1 una llibreria.
L'any 2000 a Dun-les-Places hi havia 19 explotacions agrícoles que ocupaven un total de 860 hectàrees.

## Equipaments sanitaris i escolars
El 2009 hi havia una escola elemental.

## Poblacions més properes
El següent diagrama mostra les poblacions més properes.